# Richebourg (Haute-Marne)
Richebourg is een gemeente in het Franse departement Haute-Marne (regio Grand Est) en telt 284 inwoners (1999). De plaats maakt deel uit van het arrondissement Chaumont.

## Geografie
De oppervlakte van Richebourg bedraagt 20,8 km², de bevolkingsdichtheid is 13,7 inwoners per km².
De onderstaande kaart toont de ligging van Richebourg (Haute-Marne) met de belangrijkste infrastructuur en aangrenzende gemeenten.

## Demografie
Onderstaande figuur toont het verloop van het inwonertal (bron: INSEE-tellingen).